# 水谷あおい
水谷 あおい（みずたに あおい、1993年5月22日 - ）は、日本のAV女優。

## 略歴・人物
北海道出身。2015年6月、SODクリエイトのレーベル「副職AV女優」の専属素人としてAVデビュー。
本職は看護師とされ、2016年1月26日のツイッターで看護師を辞めたことを報告。女優業への憧れがAVデビューのきっかけである。
趣味:音楽鑑賞、ショッピング、バレーボール。資格:看護師免許、実用英語技能検定準2級。
2022年7月4日週、FANZAレンタルフロアランキングにおいて出演した『「えっ！？コレが実習？」エステ専門学校に入学したら男はボク1人！実習はタオル1枚の女子の体を触りまくり！ボクの股間は触られまくりでフル勃起！に出てるAV女優名まとめ』が1位を記録。

## 出演作品

### アダルトビデオ
- 本職、看護婦 水谷あおい AVデビュー（6月6日、SODクリエイト）
- 本職、看護師 水谷あおい ノーカット激イカせ（7月23日、SODクリエイト）
- 本職、看護師 水谷あおい ベテラン看護師たちが暴露する、病院内で本当にあった、とってもエロ〜い体験談を現役看護師水谷あおいが実践します（8月20日、SODクリエイト）
- 本職、看護師 水谷あおい 人生初の中出し解禁（9月24日、SODクリエイト）
- 制服美少女と性交（10月2日、ドリームチケット）
- 美脚女のパンツを没収し黒ストッキング越しの痴漢で何度もイカセろ!! 2 女子校生バイブぶっ挿しSP（11月12日、ナチュラルハイ）他出演:なつめ愛莉、涼川絢音 ほか
- 満員電車で痴漢師に潮が出なくなるまで何度もイカされ膝をガクガク震わせながら絶頂する女（11月26日、ナチュラルハイ）他出演:せいの彩葉、桜木優希音、篠田ゆう、南梨央奈
- 夫を勤務先の看護師に寝取られて…（11月26日、ヒビノ）
- 働く本物看護師に惚れちゃった一般男性患者がマジ告白! 「長引く入院生活で反り返るほど溜まったち○ぽを素股でヌいてくれませんか?」 退院直前の滑り込み交渉で白衣の天使は優しくまたがってくれるのか!? こするだけ……のハズがじんわり濡れだしたオマ○コにヌルッと生挿入! 3（12月10日、ディープス）他4名出演
- 接客中に顔を紅潮させながら感じまくるバイト娘 12 〜回転寿司、鰻屋、日焼けサロン、メイドカフェ〜（12月24日、ナチュラルハイ）他出演:せいの彩葉、神木優愛、あおいれな
- 夜勤中に居眠りしている看護師を夜這いしちゃった俺 3（12月24日、AKNR）他出演:羽田璃子、早川瑞希

- 麻薬捜査官 ヤク漬け膣痙攣（1月8日、アイエナジー）
- AKNR10周年記念作品 水泳部の合宿に行ったら男は僕一人ぼっちだった…。（1月8日、AKNR）共演:涼宮琴音、早川瑞希、水嶋杏樹、あおいれな、彩城ゆりな
- 口汚し 水谷あおい（1月8日、ワープエンタテインメント）
- 完全ガチ交渉! 噂の、素人激カワ看板娘を狙え! vol.32 in千代田区（1月20日、プレステージ）他出演:神木優愛、愛里もあ、北山かんな、水嶋杏樹
- 突然、妹と友達が僕の部屋に泊まる事になった!? 僕の部屋に隠してあったエロ本を見つけて1人で悶々とした友達は、僕たちが寝静まった後、エッチな動画を見ながら… 2（2月1日、DOC）他出演:新実まりあ、沢北あんり
- 現役看護婦 Love affair（2月5日、ドリームチケット）
- 「『おじさんなのに敏感なんですね…』貫禄オヤジがメンズエステで勃起しながら童貞のように感じまくったらおねえさん店員が可愛いギャップに発情♥熟年チ○ポをゆっくり握りしめてきた」 VOL.1（2月6日、DANDY）他出演:あおいれな ほか
- 家の中に潜む絶倫少女は…奥さんにバレるスレスレで何回も無理やりハメたがる既婚者チ○ポ好き（2月18日、ナチュラルハイ）他出演:涼川絢音
- 「優しい素人奥さんが俺らの精子を旦那よりも愛おしく飲んでくれる」 第1回 精飲オフ会 愛嬌のある看護師さんが笑顔で15発 みほさん(27歳)（3月5日、コスモス映像）※「みほ」名義
- J●とびっこ散歩! 3 リモバイ挿れたまま散歩できるかな?（3月11日、DOC）※「ゆい」名義　他出演:ゆうか、あい、まき、すみれ、まりあ、はるか、らな、るな
- ビジネスホテルのマッサージ師の胸チラで股間が反応してしまった俺 7（3月17日、AKNR）他出演:美咲かんな、羽田璃子、佳苗るか
- 「女性専用車両で初めて唾液が交わるほどのレズキスをされた女はパンツを濡らしながら発情するまで何分?」 VOL.1（3月17日、AKNR）他出演:初美沙希、浜崎真緒、篠田ゆう、白石悠
- お仕事中のお姉さんは職場で制服のままM男の乳首をイジるのがお好き♥ VOL.03（4月1日、ドリームチケット）他出演:かすみ果穂、大島美緒、あゆな虹恋、幸田ユマ、森はるら、あおいれな
- 媚薬クンニ狂い! レズビアンママに長舌でかき回されアへ顔でイキ堕ちる家庭教師（4月7日、ナチュラルハイ）他出演:加藤ツバキ、松本メイ、内村りな
- 侵入者が仕掛ける突然の羞恥ゲーム 感じて広がる股間の濡れ染み! 「奥さん、5分間いじられてレオタードが濡れたら即チ○ポ入れますよ」（4月21日、ナチュラルハイ）他出演:七原あかり、月島ななこ
- 合法露出（5月1日、ワンズファクトリー）他出演:水野朝陽、椎名そら
- 妻の連れ子の初々しい躰に発情し媚薬を盛って何度もイカせて子宮に大量中出し 2（5月1日、DOC）他出演:盛岡れみ、跡美しゅり
- J●はじめての電マ 3（5月10日、DOC）※「ひろみ」名義　他出演:あい、みさき、ともみ、みどり、あゆみ、あずさ、そら
- 身動きできない放置アクメ！媚薬バイブを挿されたまま何度もイキ果てる腰くね痙攣女 3（5月12日、ナチュラルハイ）他出演:江上しほ ほか
- 「間違えたフリして女子校通学バスに乗り込んだら発情期の2人組に挟まれて"ガツガツ"ヤられた」 VOL.1（5月12日、DANDY）他出演:逢月はるな、あゆな虹恋、裕木まゆ
- マジックミラー号 スポーツ系サークルの先輩と後輩女子大生がカーテン1枚隔てて2組同時にHなゲームで盛り上がったら、隣同士なのにカラダが疼いて声我慢ケイレン絶頂が止まらない!（5月26日、SODクリエイト）他出演:桜ちなみ ほか
- レズビアンに囚われた女潜入捜査官 〜事件は署内で…地に堕ちた<正義>という名のレズビアン〜（6月7日、ビビアン）他出演:桜木優希音、春原未来、神納花
- 性欲処理専門 セックス外来医院 12 ファン感謝祭2016 2枚組6時間スペシャル（6月9日、SODクリエイト）他出演:倉多まお、逢沢ことね、横山みれい、美咲かんな、森星いまり
- 痴漢"M"覚醒 中出しアクメ編 何回も精子が子宮に直撃する快楽で言いなりになる中出し中毒娘 2（6月9日、ナチュラルハイ）他出演:麻里梨夏、荻野舞
- 性欲処理看護師・媚薬注射で肉欲に逆らえず咥え込む女 (6月23日、ヒビノ)
- これぞ興奮の真骨頂！ バレないように彼女の親友とこっそりヤル！12（7月7日、アキノリ）他出演:通野未帆、花咲いあん
- 昭和女のエレジー 陵辱の野戦病院 闇に消された従軍看護師たちの肉体奉仕1944 (9月8日、ヒビノ)
- 家族にバレたら超危険！自宅に両親が居るのにも関わらず何日も溜まった精子をごっくんする女の子（9月8日、アキノリ）他出演:美咲かんな
- 美少女戦士セーラーマリン (11月25日、GIGA)

- 寝ている嫁の妹をこっそり拘束 抵抗し暴れる義妹のマ○コにオモチャを当ててみると激しく感じ始めヒモが切れそうな勢いでチ○ポを求めだした！（1月6日、アキノリ）他出演:阿部乃みく、涼宮琴音
- スーパーヒロイン危機一髪！！Vol.66 ～捕われのチャージマーメイド～ (1月13日、GIGA)
- 純粋無垢な激キャワ天使はキメパコしたらいつでも中出しさせてくれる僕だけのオナペット (1月19日、チキチキカマー/妄想族)
- AJOI 究極の完全主観オナニーサポート！エロポーズでま○こと尻穴を惜しみ無く広げ見せつけ挑発してくるDVD（2月13日、アロマ企画）他出演:涼宮琴音、若槻みづな、河音くるみ、南瀬奈
- 笑顔が可愛い年頃の妹 俺らの性処理従順ペット (2月24日、宇宙企画)
- ぷるるんヒップとムレムレま○こにピタッと貼りつく極浅ブルマ（2月25日、アロマ企画）他出演:あず希、宮沢ゆかり
- 目上の女性の挑発パンチラ4 ～ひたむきお姉さんと探し物編～（3月13日、アロマ企画）他出演:相澤ゆりな、星空もあ、川越ゆい、枢木みかん
- 完全着衣の美学 ピタピタ陸上ランパン・ランシャツ（3月18日、アキノリ）他出演:裕木まゆ、はるのるみ
- ヒロインストーカーレ●プ02 ～マグナピンクを襲う歪んだ愛情～ (3月24日、GIGA)
- むっつりスケベな現役看護師がドMプレイで悶絶絶叫イクイク体験＆中出し5発 (3月25日、まんげつ/妄想族)
- スクール水着×むちむち腿こきオイル（4月25日、アロマ企画）他出演:水嶋アリス、月本愛
- 国宝級の華奢ボディ！オナホ娘をヤリ部屋でナマパコ調教！ (5月19日、チキチキカマー/妄想族)
- 禁断介護 (6月1日、グローリークエスト)
- こっそり角オナニー（6月13日、アロマ企画）他出演:あず希、今井ゆあ、埴生みこ、伊東紅蘭、黒木いくみ
- 朝ゴミ出しする近所のノーブラ奥さんとやっちゃった俺 9（7月6日、アキノリ）他出演:はるのるみ、水川愛莉
- スーパーヒロイン絶体絶命！！Vol.63 ～魔法美少女戦士フォンテーヌ 闇に絶たれた正義の末路～ (7月14日、GIGA)
- 突然パンチラで挑発されてこっそりシゴいちゃった僕。その14（7月25日、アロマ企画）他出演:桜木優希音、河北はるな、小谷みのり、咲坂花恋、水嶋アリス
- 即クンニ＆顔面騎乗専門店 新橋C-スタイル（7月25日、アロマ企画）他出演:若菜まゆ
- セーラーヒロイン顔面騎乗地獄 戦闘員の逆襲（8月11日、GIGA）他出演:友枝みなみ
- パンティ越しマン土手とすべすべ内腿でむちっと三角絞め（8月13日、アロマ企画）他出演:月本愛、結菜はるか、葉月もえ、高城アミナ
- 黒き魔装の誘惑 10 ～漆黒の闇に堕ちた聖なる光～（8月25日、GIGA）他出演:美咲結衣、加藤ツバキ
- 野ションを目撃されてプリプリお尻を大公開したままハメられた女子校生（9月1日、アキノリ）他出演:佳苗るか、あおいれな、北川ゆず、早川瑞希、はるのるみ
- ワンルーム義母中出し～すれ違うのも困難なほど狭い我が家で起きた禁断事故中出し～ (10月13日、VENUS)
- 【G1】磁力戦隊マグナマンVSエッチな怪人軍団 ～あやうしマグナピンク！エッチな怪人たちがピンクを狙う！！（11月24日、GIGA）他出演:みおり舞
- お姉さんにパンチラ挑発されながらザーメンを太腿とパンツに放出してもいいですか！？その2（12月13日、アロマ企画）他出演:星島るり、唯川千尋、白石雪愛、仁美まどか

- 獣耳ヒロイン セーラーキャット (1月12日、GIGA)
- 私は、精液と膣液の香りが漂うひとつ屋根の下で異常性欲者の中出し性処理玩具として生きることになりました。 (1月19日、チキチキカマー/妄想族)
- 女子生徒のパンチラは白綿ぱんつパラダイス（2月13日、アロマ企画）他出演:あおいれな、宮沢ゆかり、柊木なな、あやね遥菜、咲坂花恋
- 風俗嬢に恋した私～彼氏のお気に入り風俗嬢とのレズ関係～（3月13日、U＆K）他出演:こまち凛
- ヒロイン洗脳Vol.18 ～チャージマン殲滅作戦！書き換えられたマーメイドの記憶～（3月23日、GIGA）他出演:美咲結衣
- 姪っ子にレズられて…。（5月1日、U＆K）他出演:緒方泰子
- シャドーストライカー ～痛みから快感へ～（5月11日、GIGA）
- 女戦闘員陥落洗脳 ～真～（5月25日、GIGA）他出演:新村あかり、桜ちなみ
- ヒロイン陥落Vol.108 銀河特捜アミー（6月8日、GIGA）
- Wペニバンレズ（6月13日、U＆K）他出演:枢木みかん、浜崎真緒、緒方泰子、翔田千里、円城ひとみ
- 寝取らせ…他人棒で淫らに乱れおしゃぶりで興奮するイヤラシイ欲求不満妻 (7月6日、テクノブレイク)
- ガニ股絶頂 手まんレズ（7月13日、U＆K）他出演:葵百合香、今井ゆあ、黒木いくみ、こまち凛、彩奈リナ
- 銀河くの一 MOeRDER 徹底マスク破砕（7月27日、GIGA）
- 人妻の浮気心（8月1日、人妻援護会/エマニエル）
- 【個人撮影】ネットでフェラテクを調べる控えめヘンタイ美人りさ（仮）24歳。密室で発情してしまう敏感グチョヌル娘 (8月10日、1059.tokyo)
- 「あっ！ナマで入っちゃった！」オイル素股でマ○コにチ○ポを擦りつけてたら気持ち良すぎてヌルッと生挿入！！中出しSEXまでヤッちゃったデリヘル嬢たちスペシャル（8月16日、グローリークエスト）他出演:一条リオン、一条綺美香、羽海野まお、桐島美奈子、明里ともか、優月まりな、成宮いろは、川上ゆう、川村まや、福咲れん、ほか
- 聖忍戦隊カゲレンジャー カゲブルーサーガ (8月24日、GIGA)
- ヒロイン陥落Vol.111 科学鳥人隊バードスワン (10月12日、GIGA)
- 町医者老人の顔舐め中出し変態カルテ (10月18日、グローリークエスト)
- デリヘル呼んだら姉が来た！結果、お店に内緒で中出し本番セックスする事になる 15（11月1日、グレイズ）他出演:瀬名きらり
- 【G1】魔法美少女戦士フォンテーヌ ～肉ノ棒陰茎パンティーラーの逆襲！奪われた聖なるパンティー～（11月9日、GIGA）他出演:宮沢ゆかり
- いいなり人妻寝取らせ中出し温泉旅行 ゆき27才 (11月9日、テクノブレイク)
- 母と娘のレズビアン 毎月10日はレズ記念日（12月19日、ルビー）他出演:翔田千里
- 英雄キャサリン ～王妃が命を絶ったワケ～ (12月28日、GIGA)

- 昼間っから制服美少女と性交 15 完全なる着衣挿入 4時間（1月4日、ドリームチケット）他出演:柚希あおい、なごみ、逢菜つみき、森はるら
- 偶然元カノと遭遇！！ 現カノが近くにいるにも関わらず俺を痴女ってきた！（1月10日、アキノリ）他出演:愛華みれい]、愛乃零（浅見せな）
- アクセルガールS（1月11日、GIGA）
- W快感！アナル指入れフェラ（2月15日、OFFICE K’S）他出演:持田栞里、佐伯かのん、熊野あゆ、蓮実クレア、峰ゆり香
- ＜完全主観＞かわいい彼女とラブラブキス体験 2人っきりでねっとりキス手コキ（2月21日、アキノリ）他出演:心花ゆら、二宮和香、卯水咲流、きみと歩実、望月りさ、橋本れいか、椎葉みくる、七海ゆあ、若月みいな
- 父と娘の近親セックス 酒癖が悪く、親離れも出来ない私はいつもお父さんに迷惑を掛けています。そんなだからあの日も…。（3月1日、プラネットプラス）
- 私…キスが好きで仕方ないんです… ぽってりとしたエロイ唇とスケベ眼な美人OLゆきさん24歳（3月8日、S級素人）
- 激しくしつこい粘着クンニと挿入を繰り返す絶倫老人の寝取り夜●い（3月21日、グローリークエスト）他出演:吹石れな、花咲いあん、大浦真奈美
- 混浴露天風呂に女性客5人と男はボク1人 2（4月11日、アイエナジー）他出演:豊中アリス、芹沢ゆうり、鈴木ちひろ、天希ユリナ
- 溜まってる肉棒依存の美人妻 豊潤美尻に極上フェラ、欲情セレブ主婦の自宅に呼ばれて、真昼間から精を搾り尽くされた… （4月13日、オーロラプロジェクト・アネックス）
- 墜とされた美しき税理事務所員 「私、弱みを握られ、凌●調教の日々が続いています…」（4月25日、オーロラプロジェクト・アネックス）
- 生まれて初めての人妻風俗面接 5（4月25日、アイエナジー）他出演:深田結梨、日向うみ、鈴木ちひろ
- 私を抱きしめて…。 隣人に恋したシングルマザー（5月1日、プラネットプラス）
- 濡れてテカってピッタリ密着 神スク水 水谷あおい 美少女から人妻まで可愛い女子のスクール水着姿をじっとりと堪能！（5月9日、親父の個撮）
- 完全主観 濃密スイートルーム［保険営業事務］（5月10日、h.m.p）
- 弱みを握られ無理やり犯●れたのに私の体は絶頂を…（5月27日、グラフィティジャパン）他出演:美浦あや、渚ゆう
- 身近なオンナで欲望を満たそうとするオヤジの妄想…。付き合ってあげるわたしって欲求不満ですか？それとも変態ですか？水谷あおい・南あや・八島みどり（5月31日、キネマ座）他出演:南あや、八島みどり
- 美少女戦士セーラーフレア 無敵な彼女のエッチな大作戦（6月14日、GIGA）
- 禁断介護BEST vol.14（6月20日、グローリークエスト）他出演:笹倉杏、推川ゆうり、青山はな、前田可奈子、紗藤まゆ、永井みひな、水谷心音、若菜奈央
- 女体拷問研究所 THE THIRD JUDAS Episode-22 秘伝の男魂悩乱奥義を持つ女と 深淵なる女体発狂催淫術の攻防（6月25日、BabyEntertainment）
- 出張先のビジネスホテルで入社した時から憧れていた女上司と相部屋NTR（6月25日、h.m.p DORAMA）
- オフィスレディ すました顔してやり手ぶりやがって！一皮むけばただの淫乱エロレディじゃね～か！！（7月5日、h.m.p）他出演:星野遥、佐倉ねね、今村楓、佐伯ゆきな、佐々木マリア、神納花、望月りさ、音海里奈、星アンジェ
- ノーブラノーパンで挑発してくるスケベ奥さんが隣に引っ越してきた！（8月1日、グローリークエスト）
- えっ！マジここで？ クールな眼差しで僕を痴女ってくる！時折見せる微笑みが僕の心を鷲掴み（8月8日、アキノリ）他出演:向井藍、枢木あおい
- 魔法美少女戦士フォンテーヌVS変態マスク（8月9日、GIGA）
- お仕事中の看護師さんの無防備すぎるパンチラが天使すぎて超勃起！（8月9日、Z-MEN）他出演:八尋麻衣、宮村ななこ
- 癒し系スケベ娘、発情中。（8月13日、S-Cute）他出演:成沢めい、原美織、桐谷なお
- KIRAYベストセレクション2019 淫行に溺れる美女の卑猥なカラダ（9月13日、S-Cute）他出演:八乃つばさ、赤渕蓮、嗣永さゆみ、加瀬ななほ、成沢めい、平花
- ラッキーな胸チラを発見し、気づかれないように見てたけど、やっぱりバレてた？！ 12～ヨガインストラクター編～（10月4日、LEO）他出演:森下美怜、通野未帆
- 完全主観 濃密スイートルーム 高嶺の花の同僚OLが、僕を見つめてアヘ顔で喘ぐ（10月4日、h.m.p）他出演:霧島レオナ、滝川穂乃果、音海里奈
- 地味なオフィス事務員はM男殺しなペニバン痴女様でした。（10月7日、MEGAMI）
- M男を脚ガクガク痙攣させる立ち鬼責め痴女お姉さん（10月19日、M男パラダイス）
- 性交総合大学病院 11科の専門看護師による手淫・口淫・性交―超業務的リアル看護200分（10月24日、SODクリエイト）他出演:美園和花、大浦真奈美、山井すず、伊織涼子、桐山結羽、河奈亜依、三島奈津子
- （裏）手コキクリニック ～特別版～ 性交クリニック 中出し看護SP 清拭性交看護（11月26日、SODクリエイト）
- 媚薬オイルマッサージ 痴漢盗撮＆中出し素人娘VOL.15 超強力媚薬を配合したマッサージオイルを施術中に知らずに塗りこまれたオンナは、身体の火照りに驚き、チ○ポを欲しがる自分に戸惑い、垂れ出したマン汁に恥ずかしがりながらも生ハメ中出しまで欲してしまう！（12月12日、西新宿マッサージ本舗）他出演:桜木優希音、明海こう、小谷みのり（※ 配信）
- ベテラン看護師が患者の命を救うために中出し性交！家族が見守る中、即フェラ、即ハメ騎乗位で懸命に腰を振り続ける！（12月13日、SODクリエイト）
- えっちな女子校生の淫語かたりかけぐちゅぐちゅ連続絶頂ブルマオナニー 3（12月16日、アイエナジー）他出演:高杉麻里、妃月るい、二宮和香、八乃つばさ、水野朝陽、橘メアリー、相沢夏帆、川田みはる、宮村ななこ、ほか
- 神対応！ニット帽美少女 おじさんチ●ポへのねっとりご奉仕と本気イキのプライベート撮影会（12月28日、シャーク）

- 濡れてテカってピッタリ密着 神競泳水着 水谷あおい ロリ可愛い女子の競泳水着姿をじっとりと堪能！着替え盗撮から始まり貧乳から巨乳にパイパン、ハミ毛、ジョリワキ等のフェチ接写やローションソーププレイや競泳水着ぶっかけに生中出し等を完全着衣で楽しむAV（1月9日、親父の個撮）
- 「あなた許して…」異常なまでにイキ狂う人妻たち、初めての寝取られ肉棒に身も心も堕ちて…（1月10日、日本橋映像）他出演:中島京子
- 隣に引っ越してきた若くてかわいいシングルマザーに中年の俺がまさか「抱いてください」って言われるなんて…！？（2月19日、KSB企画/エマニエル）他出演:咲々原リン、美保結衣、黒川すみれ
- 綺麗で患者思いの看護婦さんが夜な夜な訪れてきて僕のチ○ポに悪戯するんですっ！ (2月26日、カムカムぴゅっ！)
- パンストの誘惑 (3月1日、プラネットプラス)
- AV監督はオイシイお仕事♪ 撮影前の面接全裸チェックの実態 チェックの名のもとクンニできるし、フェラさせれるし、生ハメ中出しまでやりたい放題！！ 人気女優10人のAV面接風景VOL.2（3月12日、西新宿マッサージ本舗）他出演:なつめ愛莉、宮沢ちはる、愛乃零、鈴屋いちご、新村あかり、吉岡寧々、安達かすみ、望月れな、沙原さゆ
- クールなお姉さまは乳首舐めと内腿マッサージで極限までち○ぽを放置する（3月13日、アロマ企画）他出演:鈴木さとみ、紗々原ゆり、今井ゆあ、鈴木ちひろ
- イマドキ女子大生の過激なセックスライフ（3月13日、宇宙企画）他出演:西村春香、涼美ほのか、西城柊香
- 乳首舐め美人カウンセラーのお悩み相談室（3月25日、アロマ企画）他出演:唯乃光、伊東沙蘭、松坂美紀、福山美佳
- 某AV事務所で働く美人女子マネージャーがクライアント相手に肉体接待 「お仕事のためなら何でも言う事を聞きます…」 水谷さん（3月28日、JUMP）
- 常に乳首責めメンズエステ4（4月9日、アイエナジー）他出演:今井まい、桐谷なお、宮下なつみ
- 水谷あおい プレミアムBEST5時間（4月13日、まんげつ/妄想族）
- エロ尻アナル四つん這いオナニー（4月13日、アロマ企画）他出演:皆月ひかる、上川星空、川田みはる、水沢つぐみ、紗々原ゆり
- マン汁染み出し直穿きエロジャージで肉欲開放エクササイズ！（4月20日、オイスター海運）他出演:亜矢みつき、富田優衣
- 女同士の寝取られルームシェア 涼美ほのか 月宮ねね 水谷あおい（4月25日、セレブの友）他出演:涼美ほのか、月宮ねね
- はだかの訪問介護士（5月1日、プラネットプラス）
- 濃厚ベロチューしながらスローオイル手こきでち○ぽ焦らされ続ける。その4（5月19日、アロマ企画）他出演:水沢つぐみ、日向うみ、松坂美紀、桃尻かのん、天希ユリナ
- 同窓会で再会したクラスメイトあおいちゃん（26） 人妻になり満たされない性欲エロすぎる誘惑に我慢できず飲み屋で濃厚接触。 旦那が留守の自宅に誘われハメ撮りしちゃったぞ！（6月9日、ディレクターズ）
- 神水谷あおい 244分7作品7SEX!! 競泳水着からスク水にブルマにメガネパンスト、はたまた盗撮マッサージやAV面接風景まで僕らが大好き水谷あおいちゃんの全てが詰まったコンプリート作品集!! 撮り下ろしシーンも収録!!（6月9日、親父の個撮）※単体ベスト
- えっ！？嘘だろ！デリヘル呼んだらまさか姉！気まずい状況の中いけない事だと分かっているのに…総集編 8時間 4（7月1日、グレイズ）他出演:星奈あい、瀬名きらり、宇野栞菜、成海さやか、星咲マイカ、ひらり、倉木しおり
- 媚薬入り睡眠薬で昏●状態の美少女たちに夜●い中出し！！8人8中出しVol.2（7月23日、西新宿マッサージ本舗）他出演:向井藍、宮沢ちはる、あおいれな、百合川さら、若槻さくら、白石かんな、泉りおん
- 何度も（8月1日、SILK LABO）及川大智
- キモチいいね、と言いあうラブラブエッチ（8月5日、SILK LABO）
- 睡●中にお尻丸出し屈曲位でゆっくり挿入され膣奥イキが止まらず…自ら超スローピストンでねっとり騎乗位を見せつける色白美尻OL（8月7日、ディープス）他出演:藤森里穂
- 調教肉便器～卑劣なごっくん監禁奴●地獄～（8月7日、h.m.p）
- 痴女おねえさんが出す生暖かい聖水を口イッパイに感じたい（8月19日、MEGAMI）他出演:早川瑞希、白咲ゆず、篠原友香、卯水咲流、唯乃光、竹内麻耶、美甘りか、桃井杏南、西村ニーナ
- 完全主観 リアルチ○ポシコり罵倒 2（9月17日、アキノリ）他出演:木原琴美、桐嶋あみな、若宮穂乃、深田結梨、ひなた澪、志田雪奈、阿部乃みく
- ベロ酔い娘がチンポを求めたのは彼氏ではなく父だった！？前後不覚に酔い潰れた娘は父に跨り強●挿入！！（9月11日、ケイ・エム・プロデュース）他出演:笹倉杏、若菜奈央、篠田ゆう、咲々原リン、有村のぞみ、真田さな、川菜美鈴
- イキ顔に男汁を掛けられた女達・顔射本出しエレクト10（10月8日、ヒビノ）他出演:波多野結衣、佐々木あき、八乃つばさ、倉多まお、凛音とうか、三原ほのか、桐嶋りの、北川エリカ、篠田あゆみ
- 神メガネOL 水谷あおい 眼鏡OLスーツの美脚を包んだ生ナマしいパンストを完全着衣でムレた足裏からつま先を味わい尽くす！時には顔騎や足コキ、時にはお尻にコスってぶっかけとやりたい放題！発情させられた女の変態調教絶頂プレイを楽しむフェチAV（11月12日、親父の個撮）
- 押しに弱い看護師って天使！？（11月13日、Z-MEN）他出演:心実るな、八尋麻衣、宮村ななこ、志田雪奈、白鳥すず、甘夏りいな、若宮穂乃、琴音芽衣、瀬戸ののか
- 父の再婚相手の娘と同居することになり、ツンデレの義妹をバイブとチ○コで押さえつけイカセまくり（11月24日、ディレクターズ）
- YOUのSEXハウマッチング～！みゆ21歳、あかね20歳、りん28歳（11月25日、ION/妄想族）他出演:永野つかさ、笠木いちか
- シロウト女子個人撮影ハメ撮り日記 おじ様も虜にする締まる膣筋 あおいちゃんDかっぷ（11月28日、シャーク）
- 2020 M男パラダイス BEST10（12月13日、M男パラダイス）他出演:竹内麻耶、ちなみん、香苗レノン、前田いろは、唯乃光、新村あかり、高美はるか、三吉万里子、葵百合香
- 町医者老人の顔舐め中出し変態カルテBEST vol.1（12月17日、グローリークエスト）他出演:石川祐奈、神谷充希、大浦真奈美、紺野ひかる、早川瑞希、君島みお、波多野結衣
- トビジオっ！EVENING NEWS 本番中、ずっと潮吹きっぱなし・失禁しても平然と原稿を読み上げる女子アナ（12月24日、SODクリエイト）他出演:弥生みづき、星仲ここみ
- 働く人妻 淫らなSEX 5時間（12月25日、レアルワークス）他出演:悠木あやね、笹川梓、芹沢あづさ、一二三鈴、君島みお、葵百合香、かなで自由

- 【女の子に顔を踏まれたい人専用】完全主観 激臭！足裏匂い責め（2月4日、アキノリ）他出演:木原琴美、桐嶋あみな、早川瑞希、河奈亜依、有村えりか、ひなた澪、志田雪奈
- むっつりスケベな新妻はミニスカパンチラで義父を誘惑する小悪魔。主人や義母が横に居るのに義父の硬くなったチ○ポの虜になって色んな場所でエッチしまくるスケベな嫁（2月16日、ディレクターズ）
- もったいないからザーメン全部舐めとってごっくんしちゃう！節約ママのティッシュ性活（4月1日、グローリークエスト）
- フェラ友ごっくん一泊二日デート（4月18日、山と空/妄想族）
- 淫語女子アナ26 清楚系ダブル穴SP（7月8日、ROCKET）他出演:上川星空（天馬ゆい）
- 異常性欲の美人カウンセラー（7月13日、ケイ・エム・プロデュース）
- 黒パンストOLのプリ尻に誘われて休憩時間オフィスで昼間っからパンスト破いてヤッちゃいました（7月17日、ディレクターズ）
- 本当にあったエッチなお話23（7月25日、なでしこ）他出演:宇野栞菜、美谷朱里、通野未帆、阿部乃みく、黒川すみれ
- 奨学金の返済のために手を出したマッチングアプリで知り合った資産家のドラ息子とのパパ活でハメ堕ちしていく美人銀行員 あおいちゃん（8月28日、JUMP）
- もう足ピーンしか愛せない!（10月7日、レイディックス）
- ヒロイン洗脳Vol.25 磁力戦隊マグナマン ブルーを狙うピンクの魔の手（10月8日、GIGA）共演：青空ひより
- ヒロイン変身解除 夢幻戦隊ミスティックレンジャー（10月22日、GIGA）共演：大迫直子
- 催淫暗示 隣人に操られた美人妻（11月1日、プラネットプラス）
- まるっと！水谷あおい（12月1日、プラネットプラス）※旧作の『父と娘の近親セックス〜』『私を抱きしめて…。 隣人に恋したシングルマザー』を併録
- レズビアンストーカー ～小悪魔制服少女に狙われた私～（12月7日、U＆K）共演：水沢つぐみ
- 生中出しヤリマン秘書（12月15日、ピーターズMAX ）
- 義父に犯され、その一部始終をビデオ撮影された私…（12月22日、KSB企画/エマニエル）
- もっともっと♪濡れてテカってピッタリ密着 神競泳水着 ロリ可愛い女子の競泳水着姿をじっとりと堪能! 着替え盗撮から始まり貧乳から巨乳にパイパン、ハミ毛、ジョリワキ等のフェチ接写やローションソーププレイや競泳水着ぶっかけ等を完全着衣で楽しむAV（12月23日、親父の個撮）

- 白濁液が止まらない！本気の杭打ちピストンディルドオナニー（1月1日、OFFICE K’S）他出演：百瀬あすか、花井しずく、富井美帆、芦名はるき、皆川るい
- 麻薬捜査官 ヤク漬け膣痙攣（1月13日、アイエナジー）
- レズ専用マッチングアプリ ～出会ってすぐやりたがるヤリモクビアン達～（1月18日、U＆K）共演：水沢つぐみ／他出演：	木下ひまり、 永瀬ゆい、百合川雅、凪澤詩音
- 集団OL美脚責め 働く女の匂い立つ蒸れ足で責められ続けた僕。（2月8日、犬/妄想族）他出演：松本いちか、百瀬あすか、るるちゃ。、望月あやか、紺野ひかる、二宮和香、美波沙耶、川菜美鈴、美波こづえ、北乃ゆな
- ヒロインイキ地獄 夢幻戦隊ミスティックレンジャー（2月25日、GIGA）共演：神納花
- アナル舐めさせデカ尻人妻 肛門クンニでむせるほど匂いと味をなすりつけケツ穴ヒクヒク丸出しSEXで失禁イキしまくる淫乱痴女奥様（3月15日、ディープス）他出演：大浦真奈美
- ブルセラストライカー陥落（3月25日、GIGA）
- 全裸聖水飲ませ ～色んなシチュエーション女子のお小水編～（4月12日、犬/妄想族）他出演：	木下ひまり、百瀬あすか、望月あやか、加藤つばき、神木まほろ、芦名はるき、大川月乃、百瀬あいり、白石かんな、花井しずく、皆川るい、木ノ宮かれん、松島れみ、川原りま、響美音、夏目みらい、辻芽愛里、二宮和香、佐野なつ、八乃つばさ、浜崎真緒、るるちゃ。、川菜美鈴、宮村ななこ、丹羽すみれ、中島あつこ、美波こづえ、来栖ゆうな、美波沙耶、富井美帆、白沢比呂
- 「えっ！？コレが実習？」エステ専門学校に入学したら男はボク1人！実習はタオル1枚の女子の体を触りまくり！ボクの股間は触られまくりでフル勃起！（5月24日、Hunter）共演：川北メイサ、桜井千春、志木まいな、河奈亜依
- 痴漢盗撮＆中出し素人娘 媚薬オイルマッサージ VOL.15 超強力媚薬を配合したマッサージオイルを施術中に知らずに塗りこまれたオンナは、身体の火照りに驚き、チ○ポを欲しがる自分に戸惑い、垂れ出したマン汁に恥ずかしがりながらも生ハメ中出しまで欲してしまう!（9月22日、親父の個撮）他出演：明海こう、小谷みのり、桜木優希音（過去に西新宿マッサージ本舗から2019年12月12日に配信されていたもの）

- 美熟女ヌード観察50人（1月24日、ケイ・エム・プロデュース）他出演：通野未帆、木村穂乃香、紗々原ゆり、平井栞奈、峰田ななみ、水谷心音、森沢かな、春菜はな、波多野結衣、初音みのり、青田悠華、田中なな実、姫川礼子、今藤霧子、小早川怜子、野咲美桜、東凛、夏川あゆみ、白河花清、豊永映美、黒川珠美、青木玲、柚木ひおり、松河智奈美、加藤ツバキ、東あかり、二宮和香、広瀬りおな、黒川すみれ、小林真梨香、柏木舞子、北川真由香、夏川栞歩、葵百合香、瀬崎彩音、池谷佳純、美原すみれ、佐伯由美香、桃井しずか、大橋紗奈、弘中優、妃ひかり、翔田千里、岡江凛、天野るみ、水上由紀恵、織田真子、皇ゆず、西園寺美緒
- ワタシのこと見てマゾ汁垂れ流してる尿道凸してやるから一生勃起してろ変態（2月7日、MEGAMI）他出演：久遠れいら、初愛ねんね、伊東める、大原あむ、永野つかさ、新村あかり、ちなみん、早美れむ、南梨央奈、優梨まいな、椿りか、永瀬ゆい、笠木いちか、有村のぞみ

### アダルトVR
- 超リアル連続中出しSEX【高精細バイノーラル3D】（4月7日、エロタイムPOP！）
- 優しいナースとくぱぁ指入れぐちゅぐちゅ相互オナニー（4月7日、エロタイムPOP！）
- 水谷あおい ハメ潮生中出しSEX！VRならではの臨場感！思わず避けてしまう潮吹き！！（7月21日、ブイワンVR）
- 水谷あおい 生中出し オヤジ好きの清純美少女の異常な性欲（9月1日、ブイワンVR）
- 水谷あおい フェラ お口にイッパイ出してください。（9月1日、ブイワンVR）

- W痴女！デリヘル中出しSEX（1月5日、AVVR）共演:桜ちなみ

- 魔法美少女戦士フォンテーヌ（2月8日、GIGA）
- 水谷あおい 淫音響かせ糸引くほど激しいローション手コキ発射（3月9日、TEPPAN VR）
- 純粋無垢な制服美少女10人とハーレム学園生活 女の子たちの真っ白なパンティの匂いをリアルに感じる350分 超ド迫力でパンティを楽しむノーモザイクVR（4月19日、無垢）他出演:森下美怜、宮崎あや、七海ゆあ、皆月ひかる、天月叶菜、鈴木みか、天希ユリナ、桃尻かのん、石川ひかる
- センズリを指示する女達（8月29日、OFFICE K’S VR）他出演:佐々木あき、峰ゆり香
- 何でもするから許してください！おびえる美人妻を脅して欲望のままに陵●中出し！！（9月10日、ケイ・エム・プロデュース）
- buz流がちゃヘル嬢！デリヘル呼んだら超激セクシー系お姉さんのあおいちゃんが、がちゃ持ってやってきた！プレイ内容はがちゃ次第！？（9月18日、VR buz）
- 上級生の風紀委員と美人な学年主任からの強●エロ指導にもはや僕はフル勃起が止まらない！（10月1日、ケイ・エム・プロデュース）他出演:本田梓

- ネットカフェでオナニーする女は見られると感度が増してイキ狂う（2月7日、CASANOVA）
- 眼前喘ぎ顔VR（2月21日、CASANOVA）
- 超リアル連続中出しSEX【高精細バイノーラル3D】（3月8日、エロタイムPOP!）
- 優しいナースとくぱぁ指入れぐちゅぐちゅ相互オナニー（3月15日、エロタイムPOP!）
- ３DVR 本サロレストラン（4月3日、FS.KnightsVisual）
- ３DVR 学園性活に夢中（4月3日、FS.KnightsVisual）
- ３DVR ボクと彼女のSEXライフ（4月3日、FS.KnightsVisual）
- ３DVR 緊縛調教依頼（4月3日、FS.KnightsVisual）
- VR アナル観察 ハイクオリティ ノーモザイク 2（6月22日、ガン見隊）他出演:跡美しゅり、かなで自由、乙咲あいみ、涼美ほのか、羽生ありさ、加賀美まり、彩葉みおり
- ずっと片思いだった幼馴染が超絶倫の中出し依存症！「お願い一緒にイッて！中に出して！」耳打ち中出し懇願しながら、同時にイクまで上り詰めるセックス（10月23日、エロタイムPOP！）他出演:川崎亜里沙、柊木のあ
- 超眼前喘ぎ顔VRスペシャル（10月23日、CASANOVA）他出演:柊るい、七瀬かのん、高梨ゆな、中条カノン
- VR 顔騎3 超高画質 HQ 4K60p（11月26日、ガン見隊）他出演:跡美しゅり、かなで自由、乙咲あいみ、涼美ほのか、羽生ありさ、彩葉みおり、加賀美まり

## 出演

### 映画
- パンチラ病院　お父さん大興奮!（2018年9月21日、オーピー映画） - 岡野美由紀／内山 役[6][7]
- むっちり討ち入り 桃色忠臣蔵（2018年12月7日、オーピー映画） - 池山玲子 役[8]
- 凌辱ホステス ぶち込まれて（2019年3月22日、オーピー映画） - 明美 役[9]

### オリジナルビデオ
- ダメージングヒロイン02 科学鳥人隊バードエージェント ホワイトスワン（2018年12月14日、ZENピクチャーズ） - バードエージェント ホワイトスワン 役
- ダメージングヒロイン15 Tフロンティア 機械の惑星編（2020年2月14日、ZENピクチャーズ） - 北舘静香/Tフロンティア 役
- ダメージングヒロイン18 Tフロンティア 将軍惑星編（2020年6月12日、ZENピクチャーズ） - 北舘静香/Tフロンティア 役
- ヒロインアルティメットピンチ ウィッチハンター（2021年6月11日、ZENピクチャーズ） - サヤカ 役

### ウェブテレビ
- 志村&鶴瓶のあぶない交遊録 大最終回スペシャル（2021年1月2日、ABEMA） - 伝説のコタツ美女 役　※テレビ朝日版は未出演